# Lutz Heilmann
Lutz Eberhard Heilmann (Zittau, 7 settembre 1966) è un politico e militare tedesco membro del parlamento tedesco per il partito Die Linke ed ex agente segreto della Stasi.

## Biografia
Nel 1986 diviene membro del Partito Socialista Unificato di Germania, partito di governo della Repubblica Democratica Tedesca, che lasciò poi nel 1992 dopo la trasformazione in Partito del Socialismo Democratico. Nel 2005 fu eletto in parlamento con i voti dello Schleswig-Holstein.
Dopo la sua elezione, esplose un 'caso' quando il settimanale Der Spiegel rivelò che aveva fatto parte della Stasi (polizia segreta della Germania-Est) dal 1985 al 1990, mentre una sua biografia ufficiale menziona quel periodo come un "servizio militare prolungato come guardia del corpo". Queste sue affermazioni, costrinsero il suo partito, nell'ottobre del 2005, in un congresso regionale ad una mozione di censura sul suo operato, che confermerà invece la fiducia a Heilmann da parte dei delegati con 47 voti contro 42.
Heilmann lasciò la Stasi solo quando questa venne sciolta durante la caduta del regime comunista. Politicamente parlando, egli sopravvisse fortunosamente ad un attacco da parte dell'elettorato del suo partito, che gli contestava scarsa limpidezza nella nuova virata della sua carriera: da membro della Stasi a membro del Parlamento. Heilmann è infatti l'unico ufficiale "a tempo-pieno" dell'ex-servizio segreto della DDR ad essere stato eletto membro del Bundestag (molti altri membri della Die Linke erano comunque stati informatori non ufficiali della Stasi)).
Heilmann nel dipartimento della Stasi chiamato "HA PS", un'ampia ed importante sezione del servizio segreto che era direttamente agli ordini di Erich Mielke. Fu questo dipartimento ad essere responsabile del "Personeschutz", ma prese anche parte a regolari azioni di repressione e utilizzò informatori.. His employment record at Stasi states that Heilmann joined the Stasi because of political motivation.
Heilmann divenne membro del partito comunista della DDR, il Partito Socialista Unificato di Germania (SED), nel 1986, in un periodo in cui questo era ancora legato ad un'ideologia totalitarista, e fu membro anche dei partiti che gli succedettero (SED-PDS, PDS, Die Linkspartei e ora Die Linke), anche se per otto anni, tra il 1992 e il 2000, non fu iscritto ad alcun partito.Heilmann, inoltre, è dichiaratamente omosessuale; ha studiato giurisprudenza dal 1992 al 2004, conseguendo la laurea e lavorando fino al 2005 al Landgericht (un organismo giuridico intermedio) a Lubecca..
Heilmann è anche entrato in contrasto con una parte del suo partito, poiché ha cercato di far espellere il capo della Die Linke a Lubecca, Ragnar Lüttke.